# Мальцев, Олег Владимирович (спортсмен, 1938)
Олег Владимирович Мальцев (9 августа 1938, Красноярск — 6 декабря 2005, Красноярск) — советский спортсмен, футболист (нападающий), игрок в хоккей с мячом. Мастер спорта СССР по футболу (1963). Тренер. Футбольный судья.

## Биография
Начал заниматься футболом на красноярском стадионе «Локомотив», тренер Н. Д. Шепеленко. Затем перешёл в «Динамо», у тренера Константина Зыкова занимался футболом и хоккеем с мячом.
Играл в хоккей с мячом за красноярские команды «Локомотив» Красноярск (1954/55), «Динамо» Красноярск (1955, март), «Буревестник» Алма-Ата (1956—1960, 1962/63), «Торпедо» Красноярск (1960, с ноября).
В первенстве РСФСР по футболу играл за красноярские «Динамо» (1955), «Авангард» (1956), «Торпедо» (1957).
С 1958 года — в футбольном «Кайрате», дебютировал в 1959 году в классе «Б». 1960 год отыграл в классе «А», два следующих сезона по семейным обстоятельствам провёл в классе «Б» в составе «Локомотива» Красноярск. Приглашался в ЦСКА, «Зенит», «Динамо» Киев, «Локомотив» Москва, но вернулся в «Кайрат».
В 1966 году играл за «Шахтёр» Караганда. В 1967 году работал тренером в школе-интернате в Алма-Ате. В 1968—1969 выступал за «Рассвет» Красноярск. Завершил карьеру в 1970 году в «Строителе» Абакан.
Работал в спортивной школе, играл на первенство города. В 1973 году работал вторым тренером в «Автомобилисте» Красноярск. Следующий год начал в качестве старшего тренера, но вскоре был снят.
В 1977—1981 — тренер красноярского «Енисея» (хоккей с мячом).
Тренер футбольных и хоккейных клубных и детских команд Красноярского электровагоноремонтного завода (КрЭВРЗ) и «Локомотива» (1974, июль — 1976). Старший тренер СДЮШОР Красноярск (1981—1998).
Скончался 6 декабря 2005 года в Красноярске, похоронен там же.